# پیتر دیتریش
پیتر دیتریش (به آلمانی: Peter Dietrich) بازیکن فوتبال و هافبک اهل آلمان است که از سال ۱۹۷۰ میلادی عضو تیم ملی فوتبال آلمان بوده‌است. وی در ۱ بازی ملی حضور داشته است و آخرین بازی ملی خود را در سال ۱۹۷۰ میلادی انجام داد. پیتر دیتریش در بازی‌های ملی‌اش گلی به ثمر نرساند.